# 2022年赤道几内亚大选
2022年赤道几内亚大选（英語：2022 Equatorial Guinean General Election）于2022年11月20日在赤道几内亚举行，為总统和国会议员選舉，地方选举也於同日舉辦。按照原定计划，国会选举于2022年11月进行，而总统选举则要在2023年进行。但由于赤道几内亚经济拮据，国会于2021年9月批准了合并选举的提议。
本次候選人共三人，由奧比昂·姆巴索戈以97%得票率勝選，這是他的第六個任期。需要注意的是，奧比昂·姆巴索戈幾乎篤定連任。

## 选举背景
赤道几内亚自1968年从西班牙独立以后，先是由弗朗西斯科·马西亚斯·恩圭马担任该国的终身总统；随后马西埃的侄子特奥多罗·奥比昂·恩圭马·姆巴索戈在1979年的政变中推翻了他，并由其担任赤道几内亚总统至今。两人都被广泛描述为腐败的独裁者。
赤道几内亚政府是专制政府，是世界上人权纪录最差的国家之一；其在自由之家的《年度政治与公民权利调查报告》中位列“最差的最差”。无国界记者组织则将奥比恩总统列为新闻自由的“掠夺者”之一。

## 选举结果

### 众议院
| 政党               | 政党             | 席数 | +/–    |
| ------------------ | ---------------- | ---- | ------ |
|                    | 赤道几内亚民主党 | 100  | +1     |
|                    | 社会民主联盟     | 0    | 新参选 |
|                    | 社会民主联合党   | 0    | 新参选 |
| 总共               | 总共             | 100  | 0      |
|                    |                  |      |        |
| 资料来源：政府公报 |                  |      |        |

### 参议院
| 政党               | 政党             | 席数 | +/–    |
| ------------------ | ---------------- | ---- | ------ |
|                    | 赤道几内亚民主党 | 55   | 0      |
|                    | 社会民主联盟     | 0    | 新参选 |
|                    | 社会民主联合党   | 0    | 新参选 |
| 总共               | 总共             | 55   | 0      |
|                    |                  |      |        |
| 资料来源：政府公报 |                  |      |        |